# Al Montoya
Álvaro "Al" Montoya, född 13 februari 1985, är en amerikansk professionell ishockeymålvakt som spelar för Edmonton Oilers i NHL.
Han har tidigare representerat Montreal Canadiens, Florida Panthers, Winnipeg Jets, Phoenix Coyotes och New York Islanders.
Montoya draftades i första rundan i 2004 års draft av New York Rangers som sjätte spelare totalt.
Montreal tradade honom till Edmonton Oilers 5 januari 2018 i utbyte mot ett villkorligt fjärdeval i draften 2018.